# Korablino
Korablino (russisch Кораблино) ist eine Stadt in der Oblast Rjasan (Russland) mit 12.658 Einwohnern (Stand 14. Oktober 2010).

## Geografie
Die Stadt liegt im Norden der Oka-Don-Ebene etwa 90 km südlich der Oblasthauptstadt Rjasan unweit des Flusses Pronja, eines rechten Nebenflusses der in die Wolga mündenden Oka.
Korablino ist Verwaltungszentrum des gleichnamigen Rajons.

## Geschichte
Der Ort wurde erstmals 1676 als Dorf urkundlich erwähnt. Nach einer Version wurde der Ortsname vom russischen Wort korabl für Schiff abgeleitet, weil das Holz der umliegenden Eichenwälder für den Bau von Schiffen auf dem Don verwendet worden sein soll. Nach anderen Angaben hieß der Ort anfänglich Korabjino nach seinen Besitzern, der Bojarenfamilie Korobjin, während die heutige Form erst ab Ende des 18. Jahrhunderts in Gebrauch kam.
Nach der Eröffnung der damaligen Rjasan-Koslower Eisenbahn 1866 entwickelte sich der Ort zu einem bedeutenden Getreidelager- und  -handelszentrum des Gouvernements.
In den 1950er-Jahren entstand eine Fabrik für Seidenstoffe. Außerdem wurden, da der Ort am Ostrand des Moskauer Braunkohlebeckens liegt, mehrere Kohleschächte abgeteuft, die jedoch wegen mangelnder Rentabilität bald wieder geschlossen wurden.
Am 19. Mai 1958 wurde der Status einer Siedlung städtischen Typs und am 1. April 1965 das Stadtrecht verliehen.

### Bevölkerungsentwicklung
| Jahr | Einwohner |
| ---- | --------- |
| 1939 | 2.098     |
| 1959 | 5.265     |
| 1970 | 13.131    |
| 1979 | 14.789    |
| 1989 | 15.349    |
| 2002 | 14.690    |
| 2010 | 12.658    |

Anmerkung: Volkszählungsdaten

## Kultur und Sehenswürdigkeiten
In Korablino steht die Mariä-Schutz-und-Fürbitte-Kirche (Покровская церковь/Pokrowskaja zerkow) aus dem 19. Jahrhundert. Die Stadt besitzt ein Heimatmuseum.
Im Rajon liegt der denkmalgeschützte, in der Mitte des 19. Jahrhunderts angelegte dendrologische Park Jerlinski mit über  150 Baum- und Straucharten.

## Wirtschaft und Infrastruktur

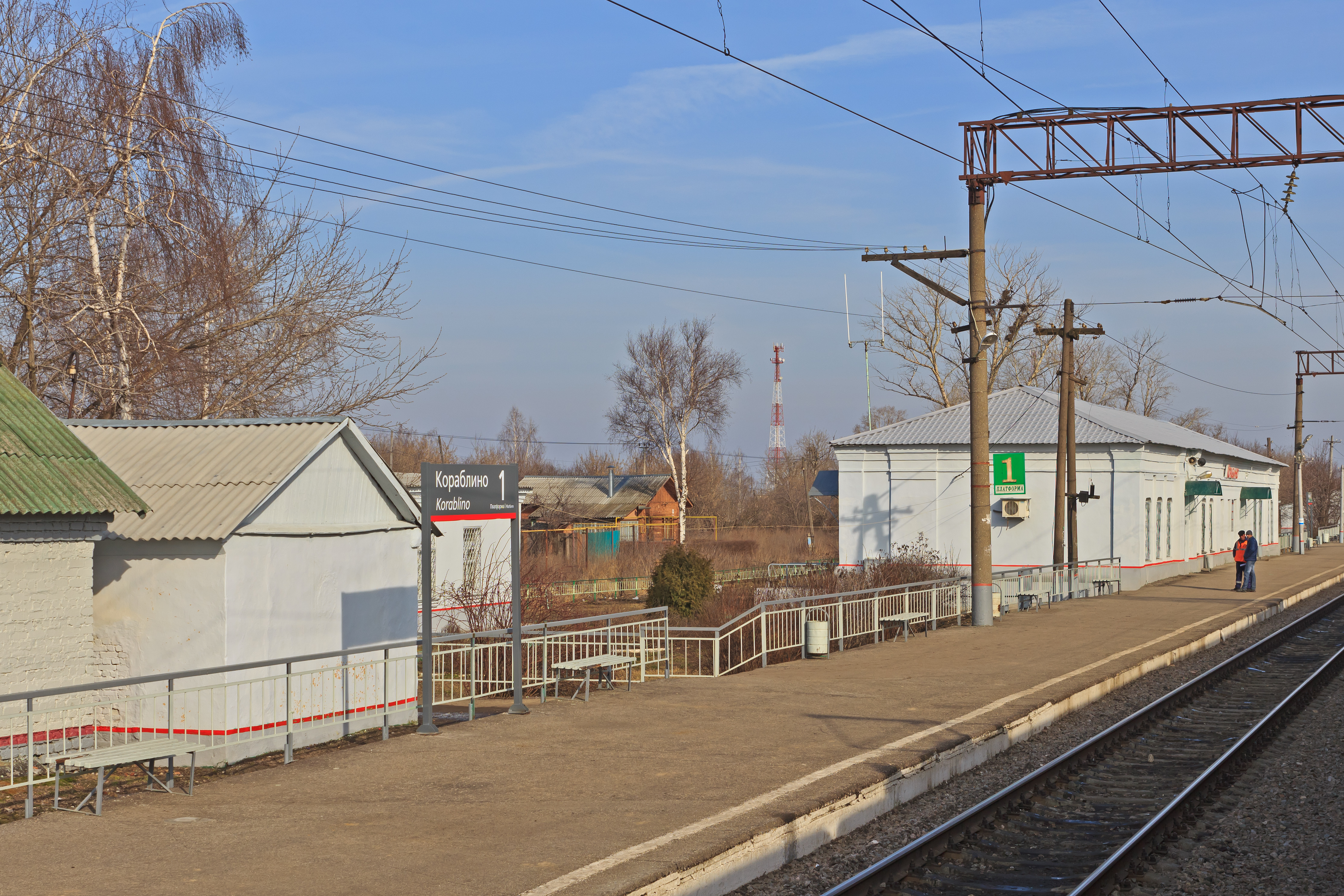
Bahnhof Korablino

In Korablino gibt es ein Werk für Seidenstoffe (Kortex) sowie Betriebe der Bauwirtschaft und der Lebensmittelindustrie.
Die Stadt liegt an der 1871 durchgängig eröffneten Eisenbahnstrecke Moskau–Rjasan–Woronesch bzw. –Tambow–Saratow (Streckenkilometer 287).
Durch Korablino führt die Regionalstraße R127, welche die einige Kilometer östlich verlaufende R126 Rjasan–Dankow–Jefremow mit der Fernstraße M6 Moskau–Tambow–Wolgograd–Astrachan bei Skopin (knapp 40 Kilometer westlich) verbindet.